# Sony Vegas
Sony Vegas (ソニー ベガス) とはSony Creative Softwareが開発・販売していたノンリニア動画編集ソフトウェアである。
2016年5月、AcidやSound Forge等のSony Creative Softwareが所有する大半のソフトウェアと共に MAGIX Software社へ売却された。ソースネクストが日本国内でのソフトウェアの販売・サポートを行う。

## 特徴
元々、アメリカのマルチメディア系ソフトウエア・カンパニー Sonic Foundry のコンシューマ部門が同社から切り離され、映画部門である米ソニーピクチャーズに売却された。この時はソニー・メディア・ソフトウエアと言う名称でソニーグループ入りを果たす。その後、ソニーデジタルソフトウエア、当時、開発部門があった地域からマディソン・ソフトウエアと名乗るが、映画との連携よりも、ソニーの映像、音楽、デバイスなどの連携を目論み、米・ソニーピクチャーズからソニー・アメリカに系列替えを果たした事により、ソニークリエイティヴ・ソフトウエアと改名した。
国内においては、製品を販売する上でソフトウエア知識を必要とするサポート体制が万全に確保できない、Sonic Foundry時代より現在まで契約している日本の代理店が存在していたなどの理由により、日本のSony自体が売り込みに熱心では無いことなどがあり、あまり広く使われていない。ただ、当初は日本語と英語のみだったローカライズも徐々に増え、現在ではドイツ語、フランス語、ロシア語などのローカライズ版が存在する。なお、現在の日本での代理店はフックアップとソースネクスト。
音声波形を編集するSound Forgeや波形単位を一つのループとして組み合わせて演奏するソフトACIDを兄弟に持ち、Vegasの時間軸(タイムライン)も、Acid Pro同様一つの映像コンテンツ単位で組み合わせる事が出来る。さらに、ほぼAcidと同様の音声編集、プラグインソフトウエアエフェクトを使用したミキシングが可能。
Ver.12 からは 下位のヴァージョンに相当する Movie Studio なども、32bit/64bitを選んでインストールできるが、Windows Vista OS 以降のみに対応。 Windows Xpにはインストールできない。
Vegas Pro 、Vegas Pro Suite などのProラインは これからのコンテンツのHD化、大容量処理に合わせ64bit版を強化、同時期に発表された64bitモードのスペクトル変換のオーディオ編集ソフト Spectral Layer 2 と 64bitモードの波形編集ソフト Sound Forge11とでシームレスな連携が可能となった。

## ラインナップ
Vegas Pro (ベガス プロ)
プロフェッショナル版
Vegas Movie Studio (ベガス ムービー スタジオ)
コンシューマー版